# Chorosoma
Chorosoma is een geslacht van wantsen uit de familie glasvleugelwantsen (Rhopalidae). Het geslacht werd voor het eerst wetenschappelijk beschreven door Curtis in 1830.

## Soorten
Het genus bevat de volgende soorten:

- Chorosoma brevicolle Hsiao, 1964
- Chorosoma gracile Josifov, 1968
- Chorosoma josifovi Schwartz, Schaefer & Lattin, 2008
- Chorosoma longicolle Reuter, 1900
- Chorosoma macilentum Stål, 1858
- Chorosoma schillingii (Schilling, 1829)
- Chorosoma xenocles Linnavuori, 1976